# District de Belo sur Tsiribihina
Le district de Belo sur Tsiribihina est un district de la région de Menabe situé dans l'ouest de Madagascar.